# Hans-Jürg Meier
Hans-Jürg Meier (* 22. Dezember 1964; † 1. Dezember 2015) war ein Schweizer Komponist, Blockflötist und Chorleiter.

## Leben und Wirken
Hans-Jürg Meier wuchs in Rüschlikon auf und lebte in Basel. Er studierte Blockflöte bei Conrad Steinmann an der Schola Cantorum Basiliensis und Komposition bei Roland Moser an der Hochschule für Musik Basel. Im Jahr 1991 begann er mit dem Komponieren, seit 1995 arbeitete er auch mit Klanginstallationen und seit 1998 mit freier Improvisationsmusik. Von 1997 bis 2001 war er Mitarbeiter im Kaskadenkondensator Basel und war von 1999 bis 2004 in der künstlerischen Leitung des Festival für improvisierte und komponierte zeitgenössische Musik im Gare du Nord Basel tätig. 2001 gewann er mit dem Improvisationsquartett Babels Besen den Prix Marguerite de Reding  des schweizerischen Tonkünstlervereins. 2004/05 war er Mitglied des Istituto Svizzero di Roma (ISR) und absolvierte 2006 einen Arbeitsaufenthalt im Spazio culturale des ISR in Venedig. Ausserdem war er Präsident der Schweizer Musikedition (sme). 
Schwerpunkt seines Komponierens waren zunehmend musikalisch thematische Übersetzungen aus der Architektur, im Zusammenwirken mit der Verbundenheit zu Natur, Form und Schönheit. Als Blockflötist spielte Meier u. a. in den Ensembles babels besen, GNOMensemble und ensemble arcimboldo.
Meier lebte mit seiner Lebensgefährtin, der Musikerin Sarah Giger und dem gemeinsamen Sohn in Basel.

## Kompositionen (Auswahl)
- 1991: weiland für Altblockflöte und Cembalo
- 1993: presso il passo di cristallina für 2 Renaissanceblockflöten
- 1993: etwas quintlastig für Blockflöte, Bassklarinette, Viola, Violoncello und 2 Schlagzeuger
- 1996: d'une autre vie  für Tenorblockflöte, Violoncello und Vibraphon
- 1994–1995: par le murmure déchiré  für Sopran, 3 Renaissanceblockflöten, Schlagzeug und Tonband
- 1999–2001: colours de la rose für Altflöte (Flöte), Oboe (Englischhorn) und Sopransaxophon (Altsaxophon)
- 2001–2002: die ganze übrige spanne ist nicht leben, sondern zeit für Singstimme (Alt), Flöte, Fagott, Trompete, Viola, Violoncello und Klavier
- 2002–2004: nodo für Saxophonquartett
- 2005: volgere lo sguardo al cielo für Oboe, Trompete in B (auch Sopransaxophon oder B-Klarinette) und Gitarre
- 2006: criptoportico  für Traversflöte, Naturhorn und Kontrabass
- 2007: volta bianca für Blockflötenquintett (Renaissance-Instrumente)
- 2008: les mots jaunes (plötzlich diese Ganzheit) für Mezzosopran und Traversflöte
- 2008–2009: annunciazione / ánemos – vom wehen des windes im vorhang für Sopran, Altus, und 9 Instrumente
- 2010: das dasein ist nicht das wesentliche (sestiere – prima lettura) für Bläserensemble
- 2011–2012: wingert in der frühe für Sopran, 4 Renaissancetraversflöten und Laute
- 2012: locus für Melodica & Objekte, Saxophon (Bariton & Alt), Posaune, Violine, Viola, Kontrabass und Sopran
- 2013: su e giù (sestiere, seconda lettura)  für Streichensemble
- 2014: petite danse macabre für Sopraninoblockflöte, Klarinette, Englischhorn, Violine, Kastagnetten, Tempelblock, Zink, Trompete, Horn, Posaune, Laute und Harfe
- 2015: durchscheinend (diaphanés)  für drei Traversflöten und Schlagzeug
- 2015: tre für Lithophon

## Klanginstallationen (Auswahl)
- 1995: zwischentor und angel für Tonband
- 2000: uei nfg trz  für drei Tonbänder
- 2000: woge für vier Tonbänder
- 2012: wabernde Gravitation, Installationsmusik

## Improvisation (Auswahl)
Hans-Jürg Meier war auch ein wichtiger Protagonist der Improvisierten Musik und spielte seit 1998 in festen Improvisations-Ensembles:
- babels besen: Hans-Jürg Meier, Blockflöten; Margarete Huber, Sopran; Christoph Schiller, Klavier; Markus Wettstein, Melodica und Objekte.
- GNOMensemble: Hans-Jürg Meier, Blockflöten; Petra Ronner, Klavier; Dorothea Rust, Tanz.

## Chorleitung (Auswahl)
Hans-Jürg Meier leitete auch langjährig Chöre und Vokalensemble:
- bandi di voci (1997–2004)
- Capriccio-Chor Birsfelden (2002–2006)

## Diskografie
- vox dilecti mei. (Pan Classics). Enthält: Hans-Jürg Meier: wingert in der frühe (2011–2012) und Werke von Renaissance-Komponisten.
- ARTE Quartett. (Grammont Porträt; 2005): Enthält: Hans-Jürg Meier: nodo (2002–2004), und Werke von Rico Gubler, Nadir Vassena, Gary Berger und Andréas Stauder.
- Porträt Mischa Käser. (Grammont 2005) Enthält: Werke von Mischa Käser. Interpreten: Mischa Käser, Hans-Jürg Meier, Christina Omlin, Collegium Novum Zürich.
- hans-jürg meier. colours de la rose . presso il passo di cristallina . diaphanés (durchscheinend). (edition wandelweiser records 2019) Enthält: Hans-Jürg Meier: colours de la rose (2001), presso il passo di cristallina(1993) und diaphanés (durchscheinend)(2015).

## Konzert-Mitschnitte
- Konzert-Mitschnitte des ensemble arcimboldo mit Repertoire der Bogenhauser Künstlerkapelle, mit Hans-Jürg Meier an der Bassblockflöte.[3]
- Konzert-Mitschnitt der Uraufführung von Hans-Jürg Meiers Komposition TRE (2015) für Lithophon.[4]